# Línea 8 (EMT Málaga)
La Línea 8 de la Empresa Malagueña de Transportes (EMT) es una línea de autobús urbano de la ciudad de Málaga que conecta el barrio de El Palo (Málaga Este) con el Hospital Clínico (Teatinos).

## Características
La línea 8 es una línea transversal que conecta el este de la ciudad con el noroeste, conectando el distrito de Teatinos con el centro, El Palo y todo el distrito de Málaga Este. Enlaza también los dos principales hospitales de la capital, el Hospital Clínico y el Hospital Carlos Haya.  El tiempo completo de trayecto puede superar los 50 minutos en hora punta. Es una línea muy utilizada principalmente por los usuarios de Teatinos para alcanzar el centro, aunque también es utilizada por estudiantes de Cruz de Humilladero, el Centro o Málaga Este para llegar al campus de Teatinos, de hecho durante muchos años fue la única línea de la red de autobuses que permitía el enlace directo con la universidad. 
Históricamente, la línea 8 ha sido la línea señera de la Colonia de Santa Inés, sin embargo no fue hasta la construcción del campus de Teatinos cuando se convirtió en una línea con una demanda de viajeros importante dentro del sistema de autobuses urbanos de Málaga. La concesión original era de González Oliveros y la EMT recuperó su concesión en 1992. La línea sufrió durante muchos años pocas alteraciones, variando principalmente conforme al desarrollo urbanístico de Teatinos en la última década. La cabecera histórica y original se encontraba en el Hospital Clínico, sin embargo en la actualidad, la cabecera real está situada en el norte de Teatinos, en la calle Navarro Ledesma, siendo alterado el recorrido de la línea en 2014 para que discurriese por la avenida Plutarco y dando servicio al barrio de El Cónsul. En 2021, la línea fue ampliada hasta la barriada de El Palo siguiendo el modelo seguido en la línea 3. 

### Frecuencias
| de lunes a viernes laborables |           |
| de 6:25 a 23:00               | 10-12 min |
| sábados laborables            |           |
| de 6:25 a 23:00               | 12-15 min |
| domingos y festivos           |           |
| de 7:05 a 23:00               | 15-20 min |

### Material asignado
Los autobuses asignados a la línea 8 son articulados. Desde su ampliación hasta El Palo el modelo de autobús más empleado es el MAN LION'S CITY Eficient Hybrid pero desde el verano de 2024 son más frecuentes los "Megabuses" del 2018 y los de la tanda de 4 unidades de 2019

## Recorrido y paradas

### Sentido El Palo
La cabecera de la línea se encuentra situado en el extremo oriental de la calle Navarro Ledesma, en el barrio de El Cónsul (Teatinos). 
Continúa recto por Navarro Ledesma hasta alcanzar la Avenida Carlos de Haya, bajando por todo el eje hasta el cruce con Calle Alonso de Palencia, a través del cual alcanza calle Hilera. En el cruce con Armengual de la Mota gira a la derecha para alcanzar la Avenida de Andalucía y de ahí a la Alameda Principal. Continúa recto por el Paseo del Parque, la Avenida de Cánovas del Castillo hasta llegar al paseo marítimo Pablo Ruiz Picasso. Continúa recto hasta la altura de Pedregalejo cuando gira para incorporarse a la avenida Juan Sebastián Elcano. 
El final de trayecto se encuentra en la calle doctor Gutiérrez Mata, en Playa Virginia. 
| Código | Parada                                             | Común con                     | Otras conexiones |
| ------ | -------------------------------------------------- | ----------------------------- | ---------------- |
| 2358   | NAVARRO LEDESMA – EL CÓNSUL                        | 23 N4                         |                  |
| 2359   | Navarro Ledesma – Altamira                         | 23 N4                         |                  |
| 2362   | Navarro Ledesma – Torre Atalaya                    | 23 N4                         |                  |
| 2360   | Navarro Ledesma – La Palma                         | 23 62 N4                      |                  |
| 836    | Navarro Ledesma – Ciudad Sta. Inés                 |                               |                  |
| 837    | Navarro Ledesma – Colonia Sta. Inés                |                               |                  |
| 838    | Navarro Ledesma – Quinta Alegre                    |                               |                  |
| 851    | Navarro Ledesma – Carril del Capitán               |                               |                  |
| 839    | Av. Carlos Haya – Teatinos                         | 18 21 23                      | M-250            |
| 840    | Av. Carlos Haya – Alfonso X                        | 18 21 23                      |                  |
| 841    | Av. Carlos Haya – Ortega Prados                    | 21 23                         |                  |
| 842    | Av. Carlos Haya – Parque Florida                   | 21 23                         |                  |
| 843    | Av. Carlos Haya – Hospital                         | 21 23 38                      | M-250            |
| 844    | Av. Carlos Haya – Los Remedios                     | 15 21 23 38                   |                  |
| 845    | Av. Carlos Haya – Parque del Norte                 | 15 21 23 38                   |                  |
| 846    | Martínez Maldonado – Arroyo del Cuarto             | 15 21 23 38                   | M-250            |
| 847    | Martínez Maldonado – Las Chapas                    | 15 21 23 38                   |                  |
| 848    | Martínez Maldonado – Eugenio Gross                 | 21 23 38                      |                  |
| 559    | Alonso de Palencia                                 | 7 21 23 38                    |                  |
| 560    | Hilera                                             | 7 21 23 38                    |                  |
| 662    | Av. de Andalucía                                   | 4 7 14 19 21 23 38 92 A N3 N2 |                  |
| 322    | Alameda Principal Sur                              | 3 11 N1                       | Atarazanas       |
| 1122   | Paseo del Parque – Plaza de la Marina              | 3 11 N1                       |                  |
| 1123   | Paseo del Parque – Ayuntamiento                    | 3 11 32 33 34 35 N1           |                  |
| 890    | Pso. Marítimo Pablo Ruiz Picasso – Bellavista      |                               |                  |
| 1111   | Bolivia – Baños del Carmen                         |                               |                  |
| 1124   | Av. Juan Sebastián Elcano – Pez Plata              | 3 11 N1                       |                  |
| 1125   | Av. Juan Sebastián Elcano – Pedregalejo            | 3 11 N1                       |                  |
| 1127   | Av. Juan Sebastián Elcano – Los Galanes            | 3 11 N1                       |                  |
| 1135   | Av. Juan Sebastián Elcano – Las Acacias            | 3 11 N1                       |                  |
| 1128   | Av. Juan Sebastián Elcano – Arroyo Jaboneros       | 3 11 N1                       |                  |
| 1129   | Av. Juan Sebastián Elcano – Pintor Enrique Florido | 3 11 N1                       |                  |
| 1130   | Av. Juan Sebastián Elcano – Echevarria             | 3 11 N1                       |                  |
| 1131   | Av. Juan Sebastián Elcano – Iglesia                | 3 11 N1                       |                  |
| 1132   | Ctra. de Almería – Padre Coloma                    | 3 11 N1                       |                  |
| 1133   | Ctra. de Almería – Miramar del Palo                | 11 N1                         |                  |
| 1134   | Leopardi – Centro de Salud                         | 11 N1                         |                  |
| 1136   | DR. GUTIÉRREZ MATA – ALMERÍA                       |                               |                  |

### Sentido Hospital Clínico
El recorrido comienza en la calle doctor Gutiérrez Mata, en Playa Virginia (Málaga Este). 
Continúa recorriendo en su totalidad la avenida Juan Sebastián Elcano, en Pedregalejo a la altura de los Baños del Carmen se desvía por el paseo Marítimo Pablo Ruiz Picasso. Gira a la derecha en la avenida de Cánovas del Castillo, en La Malagueta, para alcanzar el eje Paseo del Parque - Alameda Principal. Tras salir de la Alameda realiza un cambio de sentido para cruzar el Puente de Tetuán y acceder a calle Hilera, por la que llega a Armengual de la Mota. A su fin, gira a la izquierda a Mármoles. La línea continúa recta todo el eje de calles hasta el final de la Avenida Carlos Haya, donde gira a la izquierda para llegar a Navarro Ledesma. Tras esto, gira a la izquierda por la Avenida José Ribera, en cuya segunda parada empieza a recoger pasajeros sentido Centro. Continúa por el Boulevar Louis Pasteur, a cuyo fin gira a la derecha a la Calle Jimérez Fraud, continuando por Eolo. A la altura de la Avenida Plutarco gira a la izquierda y continúa por la calle hasta la Avenida de Parménides, la que atraviesa hasta llegar de nuevo a Navarro Ledesma.
La cabecera se encuentra situada en la calle Navarro Ledesma, a la altura del barrio de El Cónsul (Teatinos).
| Código | Parada                                        | Común con      | Otras conexiones |
| ------ | --------------------------------------------- | -------------- | ---------------- |
| 1136   | DR. GUTIÉRREZ MATA – ALMERÍA                  |                |                  |
| 1153   | Ctra. de Almería – Chanquete                  | 3 11 29 N1     |                  |
| 1154   | Ctra. de Almería – Edif. Bahía                | 3 11 29 N1     |                  |
| 1155   | Av. Juan Sebastián Elcano – Iglesia           | 3 11 N1        |                  |
| 1156   | Av. Juan Sebastián Elcano – Echevarria        | 3 11 N1        |                  |
| 1157   | Av. Juan Sebastián Elcano – Arroyo Jaboneros  | 3 11 N1        |                  |
| 1158   | Av. Juan Sebastián Elcano – Las Acacias       | 3 11 34 N1     |                  |
| 1159   | Av. Juan Sebastián Elcano – Los Galanes       | 3 11 34 N1     |                  |
| 1160   | Av. Juan Sebastián Elcano – Pedregalejo       | 3 11 33 34 N1  |                  |
| 1161   | Av. Juan Sebastián Elcano – Vicente Espinel   | 3 11 33 34 N1  |                  |
| 1162   | Av. Juan Sebastián Elcano – Cerrado Calderón  | 3 11 33 34 N1  |                  |
| 824    | Pso. Marítimo Pablo Ruiz Picasso – Bellavista |                |                  |
| 163    | Paseo del Parque – Ayuntamiento               | 23 31          |                  |
| 888    | Alameda Principal Norte                       | 23 31          | Atarazanas       |
| 623    | Hilera – Armengual de la Mota                 | 23             |                  |
| 621    | Armengual de la Mota                          | 7 21 23 38     |                  |
| 602    | Mármoles                                      | 7 21 23 38     |                  |
| 821    | Martínez Maldonado – Pelayo                   | 21 23 38       |                  |
| 802    | Martínez Maldonado – Eugenio Gross            | 15 21 23 38 N2 |                  |
| 803    | Martínez Maldonado – Las Chapas               | 15 21 23 38 N2 |                  |
| 804    | Martínez Maldonado – Arroyo del Cuarto        | 15 21 23 38 N2 |                  |
| 805    | Av. Carlos Haya – Parque del Norte            | 15 21 23 38 N2 |                  |
| 806    | Av. Carlos Haya – Los Remedios                | 15 21 23 38 N2 |                  |
| 807    | Av. Carlos Haya – Hospital                    | 21 23          |                  |
| 808    | Av. Carlos Haya – Parque Florida              | 21 23          |                  |
| 809    | Av. Carlos Haya – Ortega Prados               | 21 23          |                  |
| 810    | Av. Carlos Haya – Alcubilla                   | 18 21 23       |                  |
| 811    | Av. Carlos Haya – Teatinos                    | 18 21 23       |                  |
| 819    | Navarro Ledesma – Carril del Capitán          |                |                  |
| 812    | Navarro Ledesma – Quinta Alegre               |                |                  |
| 813    | Navarro Ledesma – Colonia Sta. Inés           | 23 N4          |                  |
| 814    | Navarro Ledesma – Ciudad Sta. Inés            | 23 N4          |                  |
| 2304   | Navarro Ledesma – La Palma                    | 23 N4          |                  |
| 815    | Av. de José Ribera – La Palma                 |                |                  |
| 816    | Av. de José Ribera                            |                |                  |
| 817    | Facultad de Derecho                           |                | Universidad      |
| 2011   | Facultad de Medicina                          | 11 22          |                  |
| 2251   | Hospital Clínico                              | 62             |                  |
| 831    | Eolo – El Romeral                             | 62             |                  |
| 853    | Av. Plutarco – Antígona                       | 14 N4          |                  |
| 854    | Av. Plutarco – Parménides                     | N4             |                  |
| 6252   | Aristofanes                                   | N4             |                  |
| 2358   | NAVARRO LEDESMA – EL CÓNSUL                   | 23 N4          |                  |

## Servicios especiales

### Feria
Durante la Feria de Málaga, la línea 8 de la EMT, a partir de las 20:00 de la tarde se divide en dos líneas, en la línea 8A que presta servicio como «Mármoles – Feria» y en la línea 8B «Colonia Santa Inés – Feria», conectando así todos barrios a los que daba servicio antes de su prolongación hasta El Palo con el Cortijo de Torres (Real de la Feria).

### Semana Santa
En Semana Santa y con motivo del cierre al tráfico del eje Alameda Principal–Paseo del Parque debido a los desfiles procesionales, la línea 3 traslada sus paradas en la Alameda Principal al Muelle Heredia en sentido El Palo y al Paseo de los Curas en sentido Hospital Clínico. Así mismo, se amplía le horario de la línea hasta las 3:15 de la mañana.